# Бекстром
«Бекстром» (англ. Backstrom) — американський комедійний серіал телеканалу Fox. Серіал знятий Гартом Генсоном за мотивами серії романів шведського письменника Лейфа Перссона.

## Сюжет
Чи стикалися ви коли-небудь з мізантропами? Чи відомо вам, як це — жити на землі і не розуміти оточуючих, і не тільки не розуміти, а навіть ненавидіти їх. Бекстрому, головному героєві-детективу доводиться вкрай складно в його роботі, адже не дивлячись на всю неприязнь до людей, він повинен виконувати своє призначення, розслідувати найскладніші справи, які під силу розплутати тільки йому. З кожною новою серією цього кримінального детективу, глядачі відкриють для себе іншу сторону цієї мізантропічної особистості. Драма сюжету полягає в тому, що незважаючи на страхітливий зовнішній вигляд, душа детектива наповнена самим величезним прагненням до справедливості і правді. Ця людина вразить вас своєю проникливість, розумом і харизмою, заради яких цілком можна закрити очі на його недолік характеру.

## У ролях
- Рейн Вілсон — детектив Еверетт Бекстром
- Женев'єва Енджелсон — детектив Ніколь Грейвлі
- Пейдж Кеннеді — офіцер Френк Мото
- Крістоффер Полаха — сержант Пітер Нідермаєр
- Денніс Гейсберт — детектив Джон Альмондо
- Беатріс Роузен — Надя Пакет
- Томас Деккер — Грегорі Валентайн[2]

## Список епізодів
| №  | Назва                                                                                         | Режисер           | Сценарист              | Дата показу в США | Код серії      | Кількість глядачів США (мільйонів) |
| -- | --------------------------------------------------------------------------------------------- | ----------------- | ---------------------- | ----------------- | -------------- | ---------------------------------- |
| 1  | «Перемогти дракона» «Dragon Slayer»                                                           | Марк Майлод       | Гарт Генсон            | 22 січня 2015     | 1AWM79         | 7.98                               |
| 2  | «Белла» «Bella»                                                                               | Алекс Чаппл       | Джо Хортуа             | 29 січня 2015     | 1AWM04         | 5.32                               |
| 3  | «По собі не судять» «Takes One to Know One»                                                   | Ренді Зіск        | Гарт Генсон            | 5 лютого 2015     | 1AWM01         | 3.64                               |
| 4  | «Тепер я птах» «I Am a Bird Now»                                                              | Девід Бойд        | Керін Ашер             | 12 лютого 2015    | 1AWM02         | 4.39                               |
| 5  | «Привид» «Bogeyman»                                                                           | Джефф Вулнаф      | Елі Атті і Гарт Генсон | 19 лютого 2015    | 1AWM07         | 3.54                               |
| 6  | «Древній, Китайський, Секрет» «Ancient, Chinese, Secret»                                      | Сара Піа Андерсон | Томас Вонг             | 26 лютого 2015    | 1AWM10         | 3.81                               |
| 7  | «Ворог моїх ворогів» «Enemy of my Enemies»                                                    | Джейс Александр   | Ендрю Міллер           | 5 березня 2015    | 1AWM03         | 3.90                               |
| 8  | «Давай, поки не відчуєш болю» «Give 'Til It Hurts»                                            | Роб Гарді         | Карін Розентал         | 26 березня 2015   | 1AWM06         | 3.58                               |
| 9  | «Неминуча правда» «The Inescapable Truth»                                                     | Майкл Оффер       | Елі Атті               | 2 квітня 2015     | 1AWM05         | 3.16                               |
| 10 | «Любов - це троянда з шипами, зірвеш - пошкодуєш» «Love Is a Rose and You Better Not Pick It» | Кевін Гукс        | Джо Гортуа             | 9 квітня 2015     | 1AWM08         | 3.29                               |
| 11 | «Я люблю дивитися» «I Like to Watch»                                                          | Адам Аркін        | Карін Розентал         | 16 квітня 2015    | 1AWM09         | 3.39                               |
| 12 | «Штопором» «Corkscrewed»                                                                      | Невідомо          | Невідомо               | 23 квітня 2015    | 1AWM12         | 3.00                               |
| 13 | «Рок Боттом» «Rock Bottom»                                                                    | Невідомо          | Невідомо               | 30 квітня 2015    | Буде оголошено | Буде оголошено                     |